# Sultan Bathery
Sultan Bathery – miasto w Indiach, w stanie Kerala. W 2011 roku liczyło 23 333 mieszkańców. Zamieszkuje je duża społeczność chrześcijan.